# Marquard Ludwig von Printzen

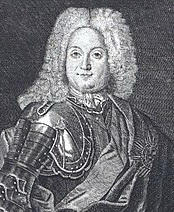
Marquard Ludwig von Printzen

Freiherr Marquard Ludwig von Printzen (* 14. April 1675 in Berching im Bistum Eichstätt; † 8. November 1725 in Berlin) war königlich-preußischer Diplomat, Oberhofmarschall, Chef der Verwaltung der geistlichen und Unterrichts-Angelegenheiten unter König Friedrich I. und Friedrich Wilhelm I. sowie Ritter des Schwarzen Adlerordens.

## Leben

### Herkunft
Sein Vater war der kurbrandenburgische Generalmajor Johann Friedrich von Printzen aus dem Adelsgeschlecht Printzen und dessen Ehefrau Judith von Schönaich (1643–1732). Ludwig wurde im Winterquartier seines Vaters geboren.

### Werdegang
Er war sehr talentiert, und bereits am 4. Oktober 1688 immatrikulierte er an der Universität Frankfurt. Dort studierte er unter Lehrern wie Bekmann, Lith und Cocceji dem Älteren. Danach machte er seine Grand Tour durch Holland – wo er die Universität Utrecht besuchte – von dort weiter nach England, Italien und Österreich. Danach ging er in den Brandenburger Staatsdienst, denn schon als Student war er dem Kurfürsten empfohlen worden.
Er begann als Diplomat 1698 kam er an den Hof in Mitau in Kurland, dort befand sich die Herzoginwitwe Elisabeth Sophie Kettler, die Schwester des Kurfürsten Friedrich III. Er half dort, die Verwaltung des Landes zu organisieren. Im Herbst 1698 schickte der Kurfürst den erst 23-Jährigen als Gesandten an den Hof in Moskau. Dort errang er schnell das Vertrauen des Zaren Peter I. Im Jahr 1699 wurde er zum Schlosshauptmann ernannt, er kam da an den Hof nach Kassel. Doch schon Ende 1700 wurde er wieder nach Russland geschickt. Sein Weg führte ihn erneut über Mitau, dann wandte er sich zu dem belagerten Riga. Dort besuchte er das sächsische Lager und die belagerten Schweden in der Stadt.
Als Friedrich I. Preußen zum Königreich machte, war die schnelle Anerkennung durch Russland das Werk von Printzens. Am 5. Juli 1701 wurde er während einer Audienz mit großen Pomp als königlich preußischer Gesandter empfangen. Er erhielt vom Zaren auch den Orden des Heiligen Andreas des Erstberufenen. Dennoch hat es ihm in Russland nicht wirklich gefallen, und so bat er Ende 1701 um seine Abberufung, da er wieder ein „ordentliches Leben“ führen wollte. Nach seiner Rückkehr wurde er nach Bayreuth geschickt, wo er der Hochzeit der Herzoginwitwe von Kurland und dem Markgrafen von Bayreuth beiwohnte. In Franken war Printzen auch zum ersten Mal in religiösen Angelegenheiten tätig. So konnte er den streng lutherischen Magistrat in Nürnberg davon überzeugen, dass die Reformierten öffentliche Gottesdienste in der Vorstadt abhalten dürfen.
Als 1704 der Wirkliche Geheimen Staats- und Kriegsrat Paul von Fuchs starb, wurde Printzen am 22. Mai 1705 dessen Nachfolger. Damit wurde der 30-Jährige Mitglied in der höchsten Regierungsbehörde in Preußen. Die Würde brachte ihm ein Gehalt von 4000 Talern. Dazu durfte er die Schlosshauptmannschaft behalten sowie die sich daraus ergebenden Gelder, was sich zu der beachtlichen Summe von 11.000 bis 12.000 Talern summierte. Darüber hinaus schenkte der König ihm das Schloss Marquardt, das seinerzeit Schorin hieß und ihm zu Ehren umbenannt wurde. 1708 verkaufte er das Gut und erwarb stattdessen Carow.
Während des Nordischen Krieges hatte der schwedische König Karl XII. Polen erobert und dort Stanislaus Lesczinski zum König wählen lassen, dazu waren die Sachsen besiegt und das Kurfürstentum besetzt. Die preußischen Truppen kämpften in der Zeit in Italien gegen die Franzosen. Der König hatte folglich keine militärische Option mehr, so dass er Printzens diplomatisches Geschick nutzen musste. Man plante eine Tripelallianz zwischen Schweden, Preußen und Kurbraunschweig zum Schutz der evangelischen Glaubensgenossen in Schlesien, Ungarn und der Pfalz. Für die Anerkennung des neuen polnischen Königs wollte man die Stadt Elbing, das Fürstbistum Ermland sowie eine Verbindung nach Königsberg. Darüber verhandelte Printzen mit dem schwedischen König im August 1705 in Warschau, im September und November 1706 sowie im Mai 1707 im schwedischen Hauptquartier in Sachsen. Letztlich hatte Preußen wenig zu bieten, im Februar 1707 erfolgte die Anerkennung des polnischen Königs, dafür erhielt man die Stadt Elbing. Auch wenn Printzen die Vorstellungen seines Königs nicht umsetzen konnte, erhielt er im Jahr 1706 den Schwarzen Adlerorden.
Printzen widmete sich aber jetzt vornehmlich der inneren Verwaltung. Er beschäftigte sich mit den Kirchen- und Schulangelegenheiten, und – obwohl ein Gegner der führenden Reichsgrafen (Drei-Grafen-Kabinett) – konnte er weiter aufsteigen und immer mehr Ämter aus dem Gebiet der Geistlichen- und Unterrichtsangelegenheiten an sich heranziehen. 1707 wurde er Dezernent für die Universitäten, 1708 Verwalter des Mons Pietatis, 1709 Präsident des kurmärkischen Konsistoriums, Direktor des Kirchenrates, Direktor des Joachimsthaler Gymnasiums und Kurator aller preußischen Universitäten. 1710 Protektor der Gesellschaft der Wissenschaften und 1711 Direktor des Oranienburgischen Waisenhauses. Im Jahr wurde er 1713 Präsident des neu errichteten Reformierten Oberkirchendirektoriums, damit verwaltete er erstmals alle evangelisch-reformierten Gemeinden des preußischen Staates, mit Ausnahme derer in Kleve-Mark-Ravensberg. Am 14. September 1714 wurde er auch Präsident des 1701 gegründeten französisch-reformierten Oberkonsistoriums. 1718 wurde er Direktor der königlichen Bibliothek, der Antiquitäten und Medaillen, der Naturalien und der Kunstkammer und dazu 1724 Direktor des Oberkollegium Medizin.
Printzen war ein hochgebildeter Mann und Organisator, so hatte bedeutenden Einfluss auf die Entwicklung der evangelisch-reformirten Kirchen- und Schulverfassung in Preußen. Schon Monate nachdem er die Leitung der neuen reformierten Oberbehörden erhalten hatte, legt er am 24. Oktober 1713 das „ewig währende pragmatische Gesetz der reformierten Kirche“, die „königlich-preußische evangelisch-reformirte Inspections-, Presbyterial-,Classical-Gymnasien- und Schulordnung“ vor.
1710 kam es zum Sturz des Grafenkabinetts unter Wartenberg. Danach machten sich der Kronprinz sowie die Minister Heinrich Rüdiger von Ilgen und Ernst Bogislav von Kameke an die Arbeit, die durch Misswirtschaft zerrütteten Finanzen wieder in Ordnung zu bringen. Printzen erhielt den Auftrag, die verwahrloste Hofrentei zu untersuchen und die Ausgaben für Keller und Küche einzuschränken. 1712 erhielt er zu seinen zahlreichen Ämtern auch das des Oberhofmarschalls. Dank seiner umfangreichen Fähigkeiten wurde er überall eingesetzt, ob im auswärtigen Ministerium, im Justiz- und Steuerwesen oder als Vorsteher des Hofstaates.
1713 nach der Thronbesteigung durch Friedrich Wilhelm I. setzte dieser im Ministerium für „auswärtigen Affairen“ das Kollegialsystem durch. Auch wurden Printzen, Christoph von Dohna und Rüdiger von Ilgen zu Kabinettsministern ernannt.
Bei der Reform des Justizwesens, namentlich der Kammergerichte, gehörte Printzen der Reformkommission an und unterzeichnete neben Kameke und Ilgen das neue Werk. Auch um das Finanzwesen der Städte neu zu ordnen, setzte der König eine Kommission ein, und noch 1712 wurde Printzen für Magdeburg zuständig. 1714 wurde er dann nach Berlin geholt, wo er mit Johann Andreas Kraut bis 1716 die Berliner Stadtverwaltung neu ordnete und in geregelte Bahnen überführte.
Am 8. November 1725 starb er in Berlin. In seiner Grabschrift wurde er genannt: „religionis stator, pietatis exemplar, bonarum litterarum et solidae eruditionis non patronus magis quam ipse cultor“.

### Rezeption
Printzen galt bei seinen Zeitgenossen als sehr frommer Mann. Er sorgte dafür, dass auf allen seinen Gütern Kirchen gebaut wurden. Er war sehr belesen, nicht nur in der Bibel, sondern auch in juristischen Schriften und in humanistischen Wissenschaften. Schon als Student wurde er daher dem Kurfürsten Friedrich III. empfohlen. Seine guten Umgangsformen ließen ihn zum Vorsteher des Hofstaats werden.
Schon kurz nach seinem Tod erschienen eine ganze Reihe von Biographien:
- Jacob Elsner: Gedächtnisschrift Herrn Marquard Ludwig von Prinzen Sr Königl Majestät in Preuffen Oberhofmarschall und geheimen Etats und Kriegesrath gesezet, Berlin 1726 sol stehet in dem die dem Herrn von Prinzen aufgerichteten Ehrengedächtnis.
- Nikolaus Westermann: Oratio funebris Francofurtana. Latein
- Johann Hildebrand Withof: Oratio Duisburgensis.
- Nicolaus Hieronymus Gundling: Laudatio funebris. Latein
- Wohlverdientes Ehrengedächtniß dem … Printzen aufgerichtet. Digitalisat
- David Faßmann: Todtengespräch zwischen Printzen und dem Kanzler Distelmeyer. Digitalisat

## Familie
Er heiratete 1712 Dorothee Sophie von Schlippenbach, eine Tochter von Karl Friedrich von Schlippenbach. Das Paar hatte mehrere Kinder, darunter:
- Wilhelm Ludwig Marquard († 25. Juli 1749), Domkapitular, Domherr in Havelberg[4]
- Friedrich Wilhelm (* 27. Januar 1719; † 24. September 1773) ⚭ Susanne Benedikte von Meyer (* 24. Februar 1722)

## Werke
- de tutelis illustrium Dissertation